# RAP Holland
RAP Holland, voluit Race Association for Pocketbikes Holland, is een Nederlandse motorsportvereniging voor minibikers, ook wel pocketracers genoemd. De sportvereniging is ontstaan uit Dreambike Racing Nederland (DRN) en de Nederlandse Mini Motor Bond (NMMB). De vereniging richt zich op het ontdekken en doorontwikkelen van talent, met name bij de jeugd en jongeren, maar het heeft ook eigen amateur/recreantenklassen.
De vereniging is in 2000 ontstaat uit de twee bondsverenigingen, de NMMB en DRN. De twee waren oorspronkelijk al een vereniging maar door meningsverschillen volgde er een afsplitsing. Bij de NMMB was er veel aandacht voor de zelfbouw van de pocketbikes (minibikes) waarop gereden wordt, terwijl bij de DRN zich meer op het racen zelf richtte. De beide bonden organiseerden wel samen wedstrijden. In 1996 organiseerde ze op Texel de eerste Nederlandse Minibike Cup-wedstrijd. De Nederlandse Minibike Cup (NMC) was, vanwege het ontbreken van een echt kampioenschap voor minibikers, de strijd voor de Nederlandse titel. De NMC werd in de klassen Junioren A, B en C, Senior A en B, Modified en Zelfbouw geracet en bestond uit meerdere races. In 2019 werd voor het eerst het NK junioren voor minibikers verreden, een open kampioenschap georganiseerd door de KNMV.
De club organiseert de MiniGP in Nederland, dat onderdeel is van Road to MotoGP. Het gaat om een samenwerking met de KNMV, de internationale motorsportfederatie FIM en Dorna Sports om talentvolle rijders de kans te geven internationaal te rijden en een mogelijkheid te geven om zich in de kijker te rijden voor de MotoGP.